# Survival International
Pour les articles homonymes, voir Survival.
Survival International est une ONG créée en 1969 dont l'objet est la défense des droits des peuples autochtones.  

## Historique
Survival International a été fondée en 1969 en Grande-Bretagne, entre autres par Edward Goldsmith, en réaction à un article dans le journal britannique The Sunday Times, écrit par Norman Lewis, dénonçant les massacres, le vol des terres et le génocide en Amazonie brésilienne.

## Actions
Survival mène, dans le monde entier, des campagnes de soutien aux peuples autochtones, de la Sibérie au Sarawak, du Canada au Kenya ; l'organisation a été la première dans son domaine à utiliser l'envoi massif de lettres de protestations. En 2000 par exemple, après avoir reçu de 150 à 200 lettres par jour de sympathisants de Survival du monde entier, le gouvernement indien dut abandonner son projet de déplacer la population isolée des Jarawas vivant sur les îles Andaman. Peu de temps auparavant, le gouverneur de la Sibérie occidentale avait imposé un moratoire de cinq ans aux forages pétroliers dans le territoire des Yugan Khanty quelques semaines après que Survival a diffusé un bulletin d'action urgente sur la question.
En 2006, Survival a lancé une nouvelle campagne pour attirer l'attention des médias sur l'usage abusif d'un vocabulaire chargé de stéréotypes et de préjugés comme « primitifs » ou « vivant à l'âge de pierre ».
En 2013 et 2014, avec Pierre Servan-Schreiber comme avocat bénévole, l'ONG a mené, en vain, une action en justice pour demander la suspension de la vente aux enchères, à l'hôtel Drouot de masques hopis et apaches considérés comme sacrés dans leurs tribus d'origine.
Le travail de Survival s'articule autour de trois campagnes principales :
- Décoloniser la protection de la nature
- Peuples non contactés
- Stopper le génocide au Brésil